# حكومة الوحدة الوطنية المؤقتة

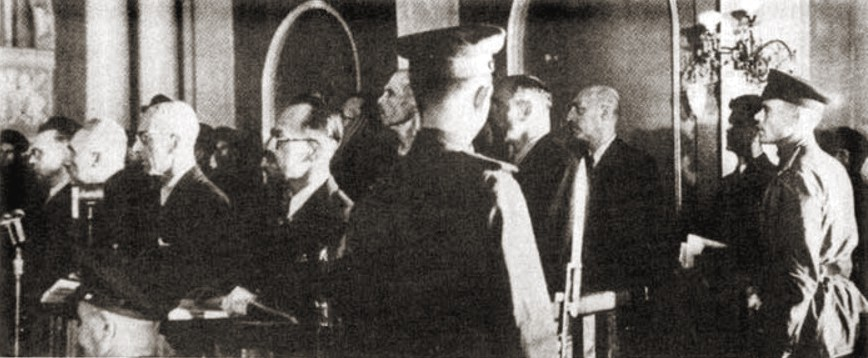
صورة محاكمة 16 قائدًا للحركات التي كانت تعمل تحت الأرض أثناء الحرب البولندية(بما في ذلك الجيش الرئيسي وسلطات أخرى مدنية) وقد أدينو "بالتخطيط لعمليات عسكرية ضد الاتحاد السوفييتي" في موسكو في يونيو عام 1945. وقد تمت دعوة القادة من دول أخرى من أجل مساعدة حكومة الوحدة الوطنية البولندية الجديدة في مارس عام 1945، وتم القبض عليهم على الفور من خلال المفوضية الشعبية للشئون الداخلية (NKVD) (وزارة الداخلية في الاتحاد السوفييتي السابق). ورغم التساهل الواضح للمحكمة، إلا أنه لم يبق إلا اثنان منهم على قيد الحياة بعد ست سنوات من ذلك.

حكومة الوحدة الوطنية المؤقتة (بالبولندية: Tymczasowy Rząd Jedności Narodowej أو اختصارًا TRJN) كانت عبارة عن حكومة تم تكوينها بموجب مرسوم من المجلس الوطني للدولة (Krajowa Rada Narodowa) في الثامن والعشرين من يونيو 1945. وقد تم إنشاء تلك الحكومة كحكومة ائتلاف بين الشيوعيين البولنديين والفصيل التابع لـ ستانيسلاو ميكولاجشيك (Stanisław Mikołajczyk). وقد كان ذلك بمثابة اتفاق توصل إليه الحلفاء الغربيون مع الاتحاد السوفييتي أثناء مؤتمر يالطا.
وقد نجمت حكومة الوحدة الوطنية المؤقتة عن المفاوضات التي عقدت في موسكو بين الشيوعيين البولنديين والاتحاد السوفييتي وفصيل ستانيسلاو ميكولاجشيك بين السابع عشر والحادي والعشرين من يونيو. ولم تعترف الحكومة البولندية في المنفى بحكومة الوحدة الوطنية المؤقتة. ولم يقرر إلا عدد قليل، مثل رئيس الوزراء السابق لبولندا ستانيسلاو ميكولاجشيك، الوثوق في السوفييتين والدخول في المفاوضات معهم، ولكنهم تعرضوا للخيانة فيما بعد.
وفي الواقع، لم يمنح الشيوعيون إلا أقل القليل من السلطة لأي معارضة حقيقية، أو تنفيذ الانتخابات «الحرة والعادلة» التي وعدوا بها. وقد كان يتم إخضاع أفراد المعارضة الذين يحصلون على أي مناصب للمراقبة من خلال نوابهم وموظفيهم، الذين كانوا يدينون بالولاء للشيوعيين، وبالتالي، لم تكن لديهم أي سلطة فعلية.
في الحادي والعشرين من يونيو، تم الحكم على ليوبولد أوكوليشكي، القائد السابق للجيش الرئيسي البولندي، بالسجن لمدة عشر سنوات في موسكو بزعم التخريب ضد الجيش السوفييتي. وقد تم الحكم على عشر أقطاب آخرين بأحكام مشابهة في محاكمة القادة الستة عشر التي تم عقدها. وفي الرابع والعشرين من ديسمبر عام 1946، توفي أوكوليكي في سجن بوتيركا.
وقد كانت حكومة الوحدة الوطنية المؤقتة ملتزمة بالفعل باتفاقية الصداقة والمساعدة والتعاون المتبادلين التي تم التوقيع عليها من قبل الحكومة السابقة لها، وهي حكومة جمهورية بولندا المؤقتة، في الحادي والعشرين من أبريل. وقد شكلت هذه الاتفاقية أساس التدخل السوفييتي في السياسات الداخلية البولندية على مدار الأربعين عامًا التالية.

## تشكيلة الحكومة المؤقتة
وقد كانت حكومة الوحدة الوطنية المؤقتة تتكون من:
رئيس الوزراء: إدوارد أوزوبكا موراوسكي (الحزب الاشتراكي البولندي)
نائب رئيس الوزراء، ووزير المناطق المستردة: فلاديسلاف جومولكا (حزب العمال البولندي)
نائب رئيس الوزراء، ووزير الزراعة والإصلاح الزراعي: ستانيسلاو ميكولاجشيك (حزب الشعب البولندي)
وقد كانت الحكومة برمتها تتكون من:
- حزب العمال: 7 أفراد
- الحزب الاشتراكي: 6 أفراد
- حزب الشعب: 3 أفراد
- حزب الشعب البولندي: 3 أفراد
- الحزب الديمقراطي: فردان

## الاعتراف الدولي
في الخامس من يوليو عام 1945، اعترفت الولايات المتحدة الأمريكية بحكومة الوحدة الوطنية المؤقتة. كما تم الاعتراف بها على الفور من قبل حلفاء آخرين (فرنسا، المملكة المتحدة). ولم يتم الاعتراف بها من قبل الفاتيكان.
وفي السادس من يوليو، ومع حفاظ الحكومة البولندية في المنفى على تواجدها، سحبت الولايات المتحدة والمملكة المتحدة الاعتراف بتلك الحكومة بشكل رسمي.
وفي العاشر من يوليو، أعلن أوزوبكا موراوسكي طرد كل الألمان من بولندا.
وفي الفترة بين السابع عشر من يوليو إلى الثاني من أغسطس، حضر وفد من حكومة الوحدة الوطنية المؤقتة مؤتمر بوتسدام الذي عقد في عام 1945.
وفي السادس عشر من أغسطس، تم التوقيع على اتفاقية حدودية بين السوفييت والبولنديين في موسكو. وقبل نهاية أغسطس، وافقت بولندا على التنازل عن المقاطعات الشرقية إلى الاتحاد السوفييتي والاعتراف بشكل رسمي بالحدود الشرقية اعتمادًا على خط كورزون المعدل تعديلاً قليلاً.
وفي السادس عشر من أكتوبر، وقعت حكومة الوحدة الوطنية المؤقتة على ميثاق الأمم المتحدة وأصبحت بولندا عضوًا في الأمم المتحدة.
وقد تم تأجيل الانتخابات «الحرة والعادلة» التي وعدت بها حكومة الوحدة الوطنية الانتقالية إلى أن تمكن الشيوعيون من الحصول على الأغلبية. وفي نفس الأثناء، قامت تلك الحكومة بزيادة مستويات القمع الموجه ضد المعارضة، من أجل رشوة أو تهديد أو نزع الصفة القانونية أو حتى قتل أفراد المعارضة. وحسبما قال جومولكا، فإن هدف الشيوعيين كان الهيمنة على الدولة ولم يكن هناك شيء يمكنه إيقافهم. وفي الثلاثين من يونيو عام 1946، قاموا باختبار سيطرتهم أثناء استفتاءات الموافقة الثلاثة، التي نجحوا في تزويرها بالشكل الكافي للادعاء بحصولهم على الدعم بنسبة 68%.

## الانجازات
والإصلاحات الكبرى التي قامت بها حكومة الوحدة الوطنية المؤقتة كانت تتمثل في مرسوم التأميم وخطة السنوات الثلاث (في الفترة بين 1947 و1949)، وكلاهما كانا في عام 1946. وقد منح مرسوم التأمين للحكومة السيطرة على كل المشروعات التي كان يعمل بها أكثر من 50 فردًا، ومع نهاية العام، كان 90% من صناعة الدولة تحت سيطرة الشيوعيين.

## حل الحكومة
وقد تم حل حكومة الوحدة الوطنية المؤقتة وتم تمرير صلاحيتها كحكومة لبولندا بعد الانتخابات التشريعية البولندية في عام 1947 التي جرت في التاسع عشر من يناير، حيث سلمت صلاحياتها إلى الحكومة الجديدة، التي كان يرأسها جوزيف سيرانكيوفيتش والتي تم ترشيحها من خلال البرلمان الجديد، مجلس النواب (1947–1952)، الذي حل محل المجلس الوطني للدولة.